# Sisicottus quoylei
Sisicottus quoylei is een spinnensoort in de taxonomische indeling van de hangmatspinnen (Linyphiidae).
Het dier behoort tot het geslacht Sisicottus. De wetenschappelijke naam van de soort werd voor het eerst geldig gepubliceerd in 1999 door František Miller.